# Aglaope infausta
La orugueta del almendro, Aglaope infausta, es una oruga de la familia Zygaenidae.

## Descripción

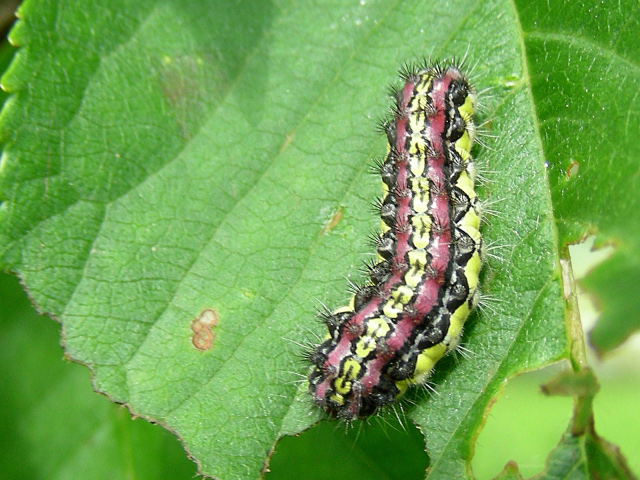
Larva

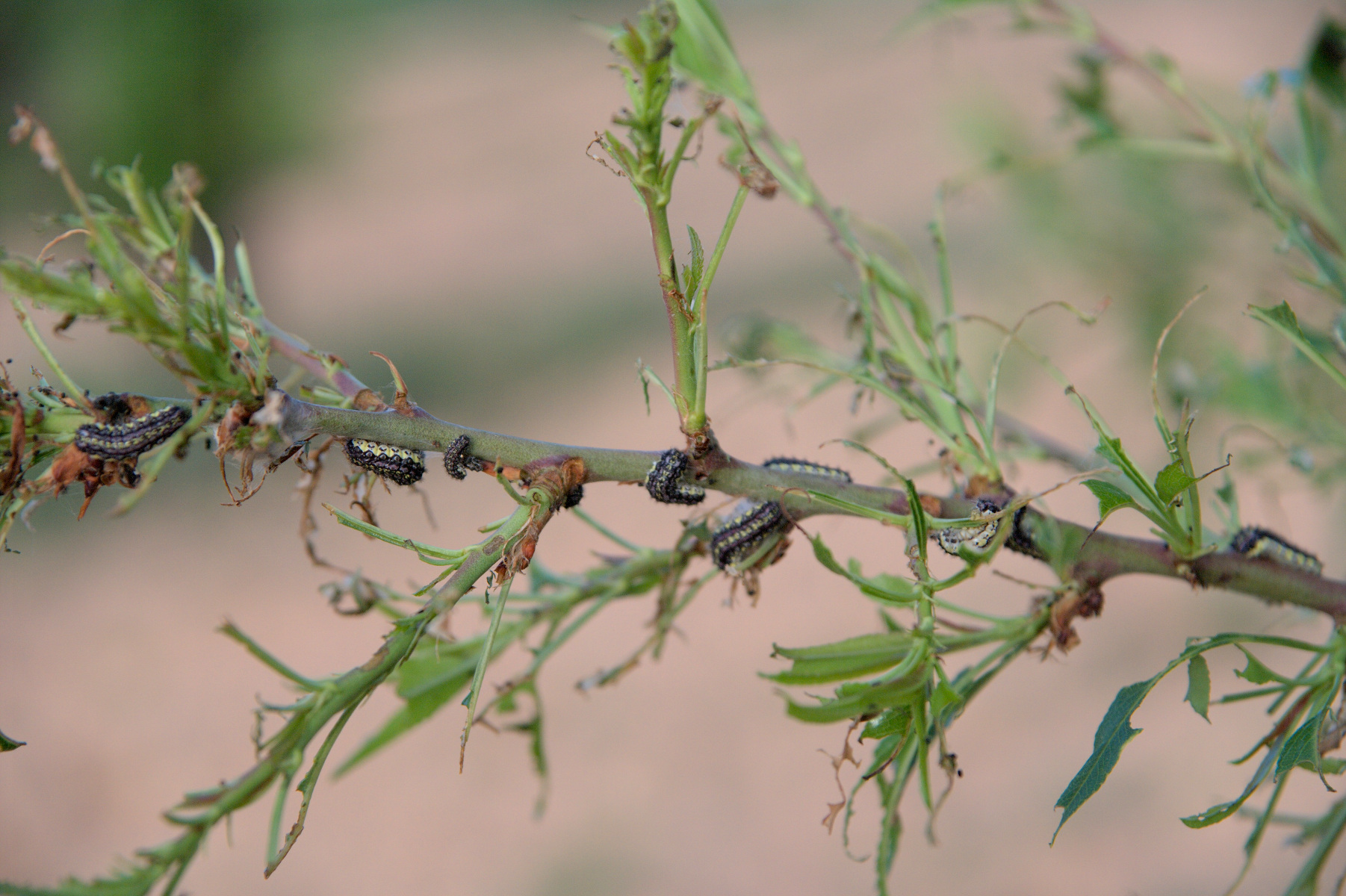
Daños de aglaope infausta en almendro (prunus dulcis)

Las larvas se alimentan sobre Prunus dulcis, Prunus spinosa, Crataegus sp., Cotoneaster sp., y otras especies de la familia Rosaceae. La especie es una plaga del follaje y el fruto joven.  La especie muestra un muy bajo nivel de heterogeneidad genética de las especies de lepidópteros, pero no afecta a la viabilidad de la especie.  En la Edad de hielo, se diferenciaron en dos  líneas genéticas.
Las alas son de color gris oscuro casi negro con una mancha roja hacia la base. El tórax es de color negro y se cruza con una banda roja.  Las antenas son  bipectinadas.  La envergadura es de unos 15 milímetros (0,6 plg).  La oruga puede retraer su cabeza en su protórax.  Una banda de color amarillo con manchas negras corre a lo largo del dorso de la oruga. La pupación generalmente comienza a principios de junio como un capullo alargada que es de color blanquecino o marrón claro. La pupa es de color rosáceo o amarillento y es 10 mm (0,4 plg) de largo. Las larvas se alimentan Prunus spinosa, Crataegus sp., Cotoneaster sp., y otras especies de la familia de las rosáceas.
La especie es una plaga del follaje y frutos jóvenes. la especie muestra un muy bajo nivel de heterogeneidad genética de lepidópteros especie, pero no afecta a la viabilidad de la especie. En la Edad de Hielo se produjo la diferenciación en dos linajes genéticos.

## Hábitat
A. infausta se encuentra en Portugal, España, Francia y noroeste de Italia y alcanza su límite de distribución nor-oriental en el oeste de Alemania. El hábitat tiene que ser caliente y seco.  La especie vive en regiones cálidas y estepas arbustivas y bosques. Las especies a veces comparte el hábitat de Heterogynis penella.

## Reproducción

### Apareamiento
Los órganos sexuales masculinos externos están sujetos a la selección sexual por parte de la hembra. El macho puede frotar el abdomen de la hembra con su valva durante el apareamiento. La transferencia de exitosa de esperma depende de si el espermatóforo macho encaja en la abertura de los seminales de la hembra. En un estudio de feromonas sexuales, Aglaope infausta fue una de las especies atraídas por feromonas de tortrícidos y capturadas en las trampas.

### Huevos
Son muy pequeños, de color amarillo, envueltos en una fina membrana.  Cada hembra pone una gran cantidad de ellos.

### Larvas
En su primera edad asemeja a una lombriz, de color grisáceo o amarillo sucio.  Según se desarrolla muestra el dorso con fajas amarillas, interrumpidas por pequeñas manchas negras.  A los lados, y más anchas, otra lista negra seguida de otra amarilla.  En el dorso, y sobre las fajas negras, aparecen protuberancias moradas con pelos salientes, que pueden irritar por contacto.  La oruga en su fase final puede medir 15 milímetros (0,6 plg).

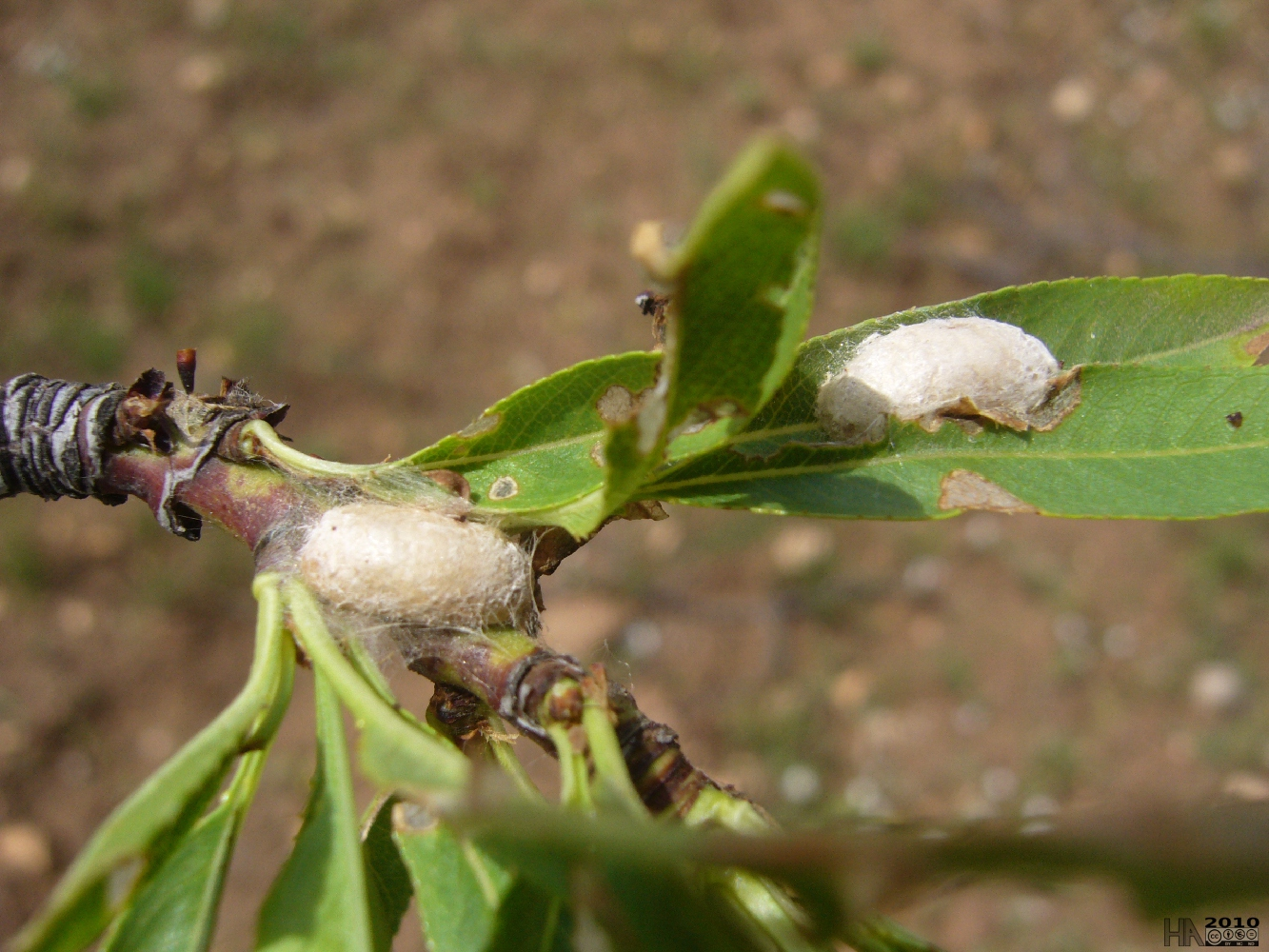
Pupas de Aglaope infausta

## Ciclo Biológico
Las orugas invernantes aparecen al inicio de la brotación de la planta huésped, comenzando a devorar las yemas y hojas tiernas, y mantienen esta actividad hasta la mediados de primavera (Aprox. 15 de mayo en España) en que alcanzan su desarrollo completo.  A continuación forman las crisálidas, que tras 15 o 20 días después emergen las mariposas cuya única función es la de reproducirse.  Durante el día permanecen paradas en las zonas sombreadas del árbol huésped y al refrescar vuelan alrededor de los mismos formando nubes de mariposas.  Tras el apareamiento hacen la puesta de huevecillos en las resquebrajaduras de la corteza, y al mes aviva la siguiente generación de orugas.  Éstas, tras una breve etapa de alimentación se esconden protegiéndose del calor del verano y del frío del invierno hasta la siguiente primavera.